# Przybiernówko (gromada)
Przybiernówko – dawna gromada, czyli najmniejsza jednostka podziału terytorialnego Polskiej Rzeczypospolitej Ludowej w latach 1954–1972.
Gromady, z gromadzkimi radami narodowymi (GRN) jako organami władzy najniższego stopnia na wsi, funkcjonowały od reformy reorganizującej administrację wiejską przeprowadzonej jesienią 1954 do momentu ich zniesienia z dniem 1 stycznia 1973, tym samym wypierając organizację gminną w latach 1954–1972.
Gromadę Przybiernówko z siedzibą GRN w Przybiernówku utworzono – jako jedną z 8759 gromad na obszarze Polski – w powiecie gryfickim w woj. szczecińskim na mocy uchwały nr V/43/54 WRN w Szczecinie z dnia 5 października 1954. W skład jednostki weszły obszary dotychczasowych gromad Grądy, Modlimowo, Przybiernówko i Rzęskowo ze zniesionej gminy Przybiernówko oraz miejscowości Mierzyno i Prusinowo z dotychczasowej gromady Sikory ze zniesionej gminy Górzyca w tymże powiecie. Dla gromady ustalono 10 członków gromadzkiej rady narodowej.
31 grudnia 1959 do gromady Przybiernówko włączono miejscowości Niedźwiedziska i Witno ze znoszonej gromady Rybokarty w tymże powiecie.
Gromadę zniesiono 1 stycznia 1972, a jej obszar włączono do gromad: Górzyca (miejscowości Chmielów, Prusinowo i Racław), Cerkwica (miejscowość Modlimowo) i Gryfice (miejscowości Grądy, Niedźwiedziska, Niekładz, Przybiernówko, Rzęskowo i Witno) oraz do miasta Gryfice (tereny o powierzchni 167,67 ha) w tymże powiecie.